# Xanthorhoe subantartica
Xanthorhoe subantartica là một loài bướm đêm trong họ Geometridae.